# إيزابيل ميرجاولت
إيزابيل ميرجاولت (بالفرنسية: Isabelle Mergault)‏ هي كاتبة مسرحية وكاتِبة وكاتبة سيناريو ومخرجة وممثلة فرنسية، ولدت في 11 مايو 1958 في فرنسا.

## وصلات خارجية
- إيزابيل ميرجاولت على موقع IMDb (الإنجليزية)
- إيزابيل ميرجاولت على موقع ألو سيني (الفرنسية)
- إيزابيل ميرجاولت على موقع أول موفي (الإنجليزية)
- إيزابيل ميرجاولت على موقع قاعدة بيانات الأفلام السويدية (السويدية)
- إيزابيل ميرجاولت على موقع قاعدة بيانات الفيلم (الإنجليزية)
- إيزابيل ميرجاولت على موقع كينوبويسك (الروسية)